# Andrea Benítez
Andrea Benítez Rivera (Algeciras, 29 de septiembre de 1994) es una skater profesional española, reconocida en ese deporte a nivel nacional.

## Carrera deportiva
Comenzó a patinar con menos de 10 años y al poco tiempo ya aprendió su primer truco, un shove-it.  A los 12 años consiguió su primer patrocinador y a los 14 ya viajaba para competir por los diferentes campeonatos. Participó en diferentes campeonatos internacionales como la World Cup Skateboarding de 2017, donde quedó en séptimo puesto.
En 2019 quedó en cuartos de final (con una puntuación de 6,2 y nota de corte 6,6) del Mundial de skateboarding (monopatín) en la modalidad street skateboard, disputado en Sao Paulo, Brasil. En la World Roller Games de 2019 realizada en Barcelona, compartió podio junto a Mar Barrera.
Desde que se anunció que el skateboarding es deporte olímpico de cara a los Juegos Olímpicos de Tokio 2020, Andrea Benítez parece ser una buena candidata. Benítez es, según la agencia EFE, la única skater profesional española que aspira a Tokio 2020.

## Dificultades
Durante su carrera se ha enfrentado a diversas dificultades. Con 13 años, su madre notó que tenía un omóplato más adelantado que el otro, el médico le diagnosticó escoliosis de alto grado. La joven skater se vio obligada a llevar puesto un corsé durante 23 horas al día hasta terminar de crecer a los 15 años. Esto significó un duro golpe a su rutina deportiva, pero Andrea se esforzó para aprender a patinar de nuevo, pero sin poder mover la espalda. Pero a pesar de las dificultades, su familia siempre la apoyó y su padre solía llevarla a patinar a Chiclana los fines de semana, donde comenzó a codearse con nombres reconocidos de la industria del skate, como Nachete Morata, Alberto Velázquez, Álex Braza… Esto la llevó a conseguir sus primeros artículos en revistas y a firmar por marcas importantes, como Vans.
La escoliosis continúa afectando su carrera, provocándole lesiones como esguinces, luxaciones e incluso rotura de huesos.
Otro de los problemas a los que tuvo que enfrentarse fue la desigualdad entre el skate femenino y el masculino, notable hoy en día. La skater asegura a EFE que no se puede vivir del skate siendo mujer porque «Se patrocina a las mujeres, pero no tenemos apoyo económico como con los hombres. Las marcas te dicen que solo te van a regalar camisetas, zapatillas… Pero, ¿cómo pago el alquiler con las camisetas?». También se deja ver esta desigualdad en los premios de las competiciones de alto nivel, en el que el skater masculino ganador puede llevarse hasta el doble que la ganadora. Desde 2018 se están corrigiendo estos hechos, siendo, por ejemplo, esa convocatoria la primera en que patinadores y patinadoras compitieron por la misma cantidad de dinero en O Marisquiño (parte de la World Skateboarding Cup y uno de los campeonatos más aclamados de España), eso sí, gracias a una gran presión en las redes.
La situación se volvió más llevadera cuando la disciplina del skate se reconoció como deporte olímpico. Además, el COI y Telefónica crearon las becas “Podium” para jóvenes deportistas de élite. Gracias a esta concesión, la joven pudo mudarse a Barcelona y comenzar a vivir del skate.

## Palmarés deportivo
| Logros | Logros                                                  | Logros |
| Año    | Competencia                                             | Puesto |
| ------ | ------------------------------------------------------- | ------ |
| 2019   | O Marisquiño Womens Street                              | 3      |
| 2019   | Street League World Championships Rio de Janeiro Brazil | 23     |
| 2018   | Ranking Español Skateboard Street Femenino              | 1      |
| 2018   | Ranking Mundial de Brasil (SLS)                         | 17     |
| 2017   | RTM World Cup Rotterdam Women's                         | 2      |
| 2017   | Ranking Europeo (WSC)                                   | 7      |
| 2017   | Ranking Español Skateboard Street Femenino              | 1      |

## Vida personal
Además de dedicarse al skate, estudia Ingeniería Eléctrica en la Universidad de Cádiz. Por otra parte, fue voz y guitarra de la banda Blue Avocados.